# سیارک ۹۰۹۳۷
سیارک ۹۰۹۳۷ (به انگلیسی: 90937 Josefdufek، نامگذاری:1997TP19)۹۰۹۳۷مین سیارک کشف شده‌است که در ۱۱ اکتبر ۱۹۹۷ کشف شد.